# À la vitesse d'un cheval au galop (film, 2002)
Pour les articles homonymes, voir À la vitesse d'un cheval au galop (homonymie).
Pour plus de détails, voir Fiche technique et Distribution.
À la vitesse d'un cheval au galop est un moyen métrage français réalisé par Darielle Tillon, sorti en 2002.

## Fiche technique
- Titre : À la vitesse d'un cheval au galop
- Réalisation : Darielle Tillon
- Scénario : Darielle Tillon
- Photographie : Philippe Elusse
- Son : Renaud Martin
- Montage : Christophe Nowak
- Musique : Dominique A
- Production : Capharnaüm Production
- Pays :  France
- Durée : 45 minutes
- Date de sortie : France - mai 2002[1]

## Distribution
- Sophie Quinton
- Jeanne Delavenay
- Mickaël Rebouilleau
- Vincent Branchet

## Sélections
- Festival de Cannes 2002[2]
- Festival de Pesaro 2003[3]